# H2O: Footprints in the Sand
H2O: Footprints in The Sand es una novela visual pornográfica de Makura, lanzada el 23 de junio de 2006 para PC como DVD. Una versión jugable en la PlayStation 2 bajo el título H 2 O + seguido el 24 de abril de 2008 con el contenido pornográfico eliminado, pero en su lugar serán escenarios adicionales y gráficos no se ve en la versión original. H 2 O es el primer juego de Makura; Un fandisc llamado Root After y Another fue producido más tarde en octubre de 2007. La jugabilidad en H 2 O sigue una línea argumental que ofrece escenarios predeterminados con cursos de interacción y se centra en el atractivo de las tres personajes principales femeninas. Hay dos modos de juego, el Efecto Ceguera y Efecto Normal, donde el primero juega con el hecho de que el protagonista es ciego, y este último modo elimina el elemento añadido de juego que tiene el Efecto Ceguera. La historia se divide en tres partes: la introducción original y la reunión, siguiendo por una separación y reunión, y finalmente terminando con la protagonista escogiendo a una de las chicas y pasando el resto del juego con ella. Una adaptación de manga , dibujada por Kira Inugami , se lanzó en la editorial Kadokawa Shoten y fue publicado en la revista Comp Ace entre 2007 y 2008. Un anime de 12 episodios del estudio de animación Zexcs fue transmitido en Japón entre enero y marzo de 2008 en la cadena televisiva Fukui Tv. Varios álbumes de música también han sido lanzados. El nombre H2O viene de la primera letra de las tres heroínas principales: Hayami, Hinata, y Otoha. Huellas en la arena viene de un poema ; La primera parte de este poema apareció en el episodio uno del anime y la segunda mitad en el episodio final.

## Argumento
La historia de H2O gira en torno a Takuma Hirose, un joven estudiante ciego de la escuela secundaria, aunque la causa de su ceguera es indeterminada. Después de que su madre murió inesperadamente, le dejó una profunda cicatriz emocional, lo que le hizo sentirse muy solo y reservado. Debido a esto, Takuma y su tío se mudan a un pueblo rural y Takuma se matricula en la escuela secundaria de ese lugar. En su nueva escuela, conoce a varias chicas nuevas, aunque tres de las cuales conoce más a nadie. Ellos son, la firme y obstinada Hayami Kohinata, la amable y complaciente Hinata Kagura, y la alegre y misteriosa Otoha. Como Takuma interactúa con estas chicas, su condición médica gradualmente comienza a sanar y se recupera completamente.

## Personajes
Takuma Hirose (弘 瀬 琢磨?)
Voz por: Ami Koshimizu
Takuma es el protagonista principal de la historia. Tiene una personalidad muy tranquila por causa de su ceguera y condición saludable, ya que lleva un bastón blanco bajo el nombre de Tomoda Chisa( 友田千紗 ), abreviado Tomodachi ( 友達 , "amigo"). Su madre se suicidó, lo que dejó deprimido a Takuma. Para olvidarse de esto, se traslada al campo para vivir con su tío. Takuma es naturalmente amable y le gusta ser amigo de todos los que conoce en su nuevo hogar. 
Hayami Kohinata (小 日 向 は や み?)
Voz por: Harumi Sakurai
Hayami es compañera de clase de Takuma que se sienta a su lado. Ella tiene una personalidad antisocial y una actitud recta hacia los demás, no queriendo amistarse con los demás, debido a que ella acepta ser marginada. La familia de Hayami era rica una vez porque sus padres son doctores. Puesto que cobraban altos precios en los exámenes médicos y no estaban dispuestos a recibir pacientes sin los honorarios, la gente del pueblo se rebeló contra ellos, quemamron su casa y los expulsaron del pueblo a excepción de Hayami. Debido a esto, ella es rechazada por la mayoría de los adultos y a menudo maltratada; sus compañeros de clase la apodan "cucaracha" (ゴ キ ブ リ, gokiburi), pero ella no lucha cuando la maltratan. Hotaru era una vez la mejor amiga de Hayami, pero Hotaru se separó de ella fuera presionada por su abuelo. Finalmente se reconcilian debido a los esfuerzos de Takuma.
Hinata Kagura (神楽 ひなた?)
Voz por: Ryōko Tanaka
Es la nieta del alcalde de la aldea, y es uno de los miembros más poderosos de la ciudad. Ella está en la clase de Takuma y es la presidenta del consejo de su clase. Ella tiene una personalidad amable y popular en su escuela. Es torpe y tiende a caerse, y una vez incluso se cayó por un tramo de escaleras en la escuela, aunque afortunadamente Takuma estaba allí para romper su caída. Su verdadero nombre es en realidad Hotaru Kagura (神楽 ほたる) la hermana menor de Hinata. Cuando Hinata se ahogó, su abuelo obligó a Hotaru a convertirse en Hinata e hizo que la gente del pueblo pensara que era Hotaru quien se había ahogado.
Otoha (音羽?)
Voz por: Mia Naruse
parece ser una niña normal, pero en realidad es un espíritu, y solo Takuma puede oírla o verla. Ella siempre está alegre, y aparece de la nada, aferrándose repentinamente a Takuma. Se revela que Otoha es la verdadera Hinata Kagura, que cayó a un río y se ahogó. Ella tomó el nombre Otoha del libro ilustrado de Hotaru que dibujó ella misma.
Yui Tabata (田端 ゆい?)
Voz por: Mio Yasuda
Ella tiene una personalidad que se engrandece a sí misma y siempre tiene dos secuaces masculinos. Ella es muy rica y con frecuencia usa el lenguaje formal para distinguirse de los "plebeyos". Ella es muy orgullosa y condescendiente, pero eso en realidad no significa que sea cruel con los demás. De hecho, se lleva bastante bien con Takuma y los demás, con la única excepción de Hayami. El abuelo de Yui murió porque eran pobres en ese entonces, y los padres de Hayami no le hicieron un examen médico sin los honorarios. Esto condujo a la revuelta del pueblo contra la familia Kohinata y al odio de Yui hacia Hayami. A menudo llama a Hayami una " cucaracha ""y junto con sus secuaces intimidará a Hayami sin descanso. Sin embargo, después de aceptar su dolor y la incapacidad de Hayami para cambiar el pasado, Yui deja ir su animosidad y aprende a ser paciente y a aceptar con Hayami.
Hamaji Yakumo (八雲 はまじ?)
Voz por: Yui Sakakibara
Es una de los compañeras de clase de Takuma. A pesar de su apariencia femenina y su voz, de hecho es un chico que se cruza como una chica. Tiene una personalidad optimista y le gusta jugar inocente cuando juega bromas pesadas con los demás. Él tiene una hermana pequeña llamada Yukiji (雪 路), y su familia posee una tienda de conveniencia. Parece ser bisexual, y ha coqueteado con Takuma de vez en cuando, pero finalmente se casa con su mejor amigo Maki.
En el epílogo de la historia, tiene un hijo con Maki. Se ve a Maki sosteniendo al niño en la casa Kagura, quien podría haber sido confundido con el hijo de Takuma debido al peinado, pero el color del cabello le pertenece a Hamaji, por lo tanto, convirtiéndolo en el padre. Como adulto, Hamaji todavía se cruza, y su voz y apariencia femeninas no cambian.
- Datos: Q307507